# Lea (Toto)
Lea è un brano della band rock Toto, quarto singolo estratto dall'album Fahrenheit

## Informazioni
Per anni si è diffuso il mito tra i fan del gruppo che il brano fosse cantato dal tastierista Steve Porcaro, tuttavia egli è solo l'autore del brano che è in realtà cantato da Joseph Williams. Porcaro ammise il proprio rammarico sul licenziamento di Williams a fine anni 80, poiché a suo dire lui era l'unico che poteva cantare le sue canzoni. Il singolo arrivò trentacinquesimo nella Billboard Hot 100 e ci rimase fisso per tre settimane. Nel brano appaiono molti ospiti, tra questi troviamo per buona parte percussionisti fra cui Lenny Castro, Jim Keltner e Steve Jordan. Special guest stars del brano sono Don Henley degli Eagles, nella parte della voce secondaria, e il sassofonista David Sanborn. Infine ultimo artista che ha partecipato alla registrazione del brano è Mike Sherwood, anche lui nella parte di voce secondaria. Del brano non fu girato il videoclip.

## Tracce
1. Lea
2. Don't Stop Me Now

## Formazione
- Joseph Williams - voce primaria
- Don Henley - voce secondaria
- Mike Sherwood - voce secondaria
- David Sanborn - sassofono
- Steve Lukather - chitarra classica e chitarra elettrica
- David Paich - tastiera
- Steve Porcaro - tastiera
- Mike Porcaro - basso elettrico
- Jeff Porcaro - percussioni
- Lenny Castro - percussioni
- Jim Keltner - percussioni
- Steve Jordan - percussioni